# Justice (Oklahoma)
Justice es un lugar designado por el censo ubicado en el condado de Rogers en el estado estadounidense de Oklahoma. En el Censo de 2010 tenía una población de 1324 habitantes y una densidad poblacional de 92,74 personas por km².

## Geografía
Justice se encuentra ubicado en las coordenadas 36°17′27″N 95°33′49″O / 36.29083, -95.56361. Según la Oficina del Censo de los Estados Unidos, Justice tiene una superficie total de 22.98 km², de la cual 22.98 km² corresponden a tierra firme y (0%) 0 km² es agua.

## Demografía
Según el censo de 2010, había 1324 personas residiendo en Justice. La densidad de población era de 92,74 hab./km². De los 1324 habitantes, Justice estaba compuesto por el 76.21% blancos, el 0.76% eran afroamericanos, el 11.71% eran amerindios, el 0.38% eran asiáticos, el 0% eran isleños del Pacífico, el 0.15% eran de otras razas y el 10.8% pertenecían a dos o más razas. Del total de la población el 1.06% eran hispanos o latinos de cualquier raza.